# Trollmyrtjärnen
Trollmyrtjärnen är en sjö i Söderhamns kommun i Hälsingland och ingår i Norralaåns huvudavrinningsområde.